# Les Rois de la glisse (jeu vidéo)
Les Rois de la glisse (Surf's Up) est un jeu vidéo de sport (surf) développé et édité par Ubisoft, sorti en 2007 sur Game Boy Advance, GameCube, Nintendo DS, Windows, Mac OS, PlayStation 2, PlayStation 3, PlayStation Portable, Wii et Xbox 360. Il est adapté du long métrage d'animation Les Rois de la glisse.

## Accueil
- Jeuxvideo.com : 12/20 [1] - 10/20 (DS)[2] - 10/20 (PSP)[3]